# Taubenturm (Assier)

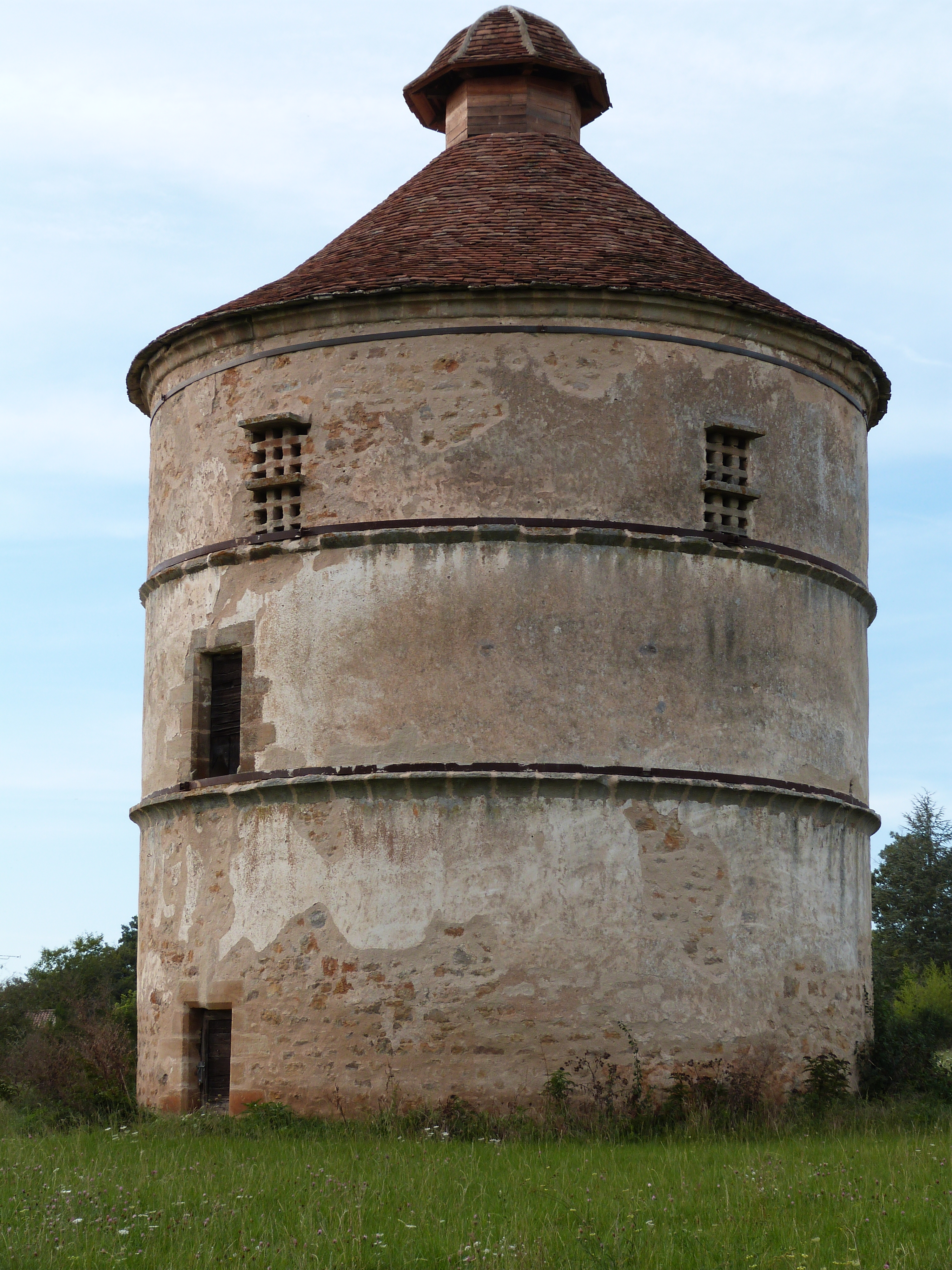
Taubenturm in Assier

Der Taubenturm (französisch colombier oder pigeonnier) des Schlosses in Assier, einer französischen Gemeinde im Département Lot in der Region Okzitanien, wurde 1537 errichtet. Der Taubenturm steht seit 2005 als Monument historique auf der Liste der Baudenkmäler in Frankreich.
Der runde Taubenturm aus Bruchsteinmauerwerk ist mit seinen 2500 Nistlöchern der größte im Quercy. Er wird von einer Laterne bekrönt.